# Schiffdorf

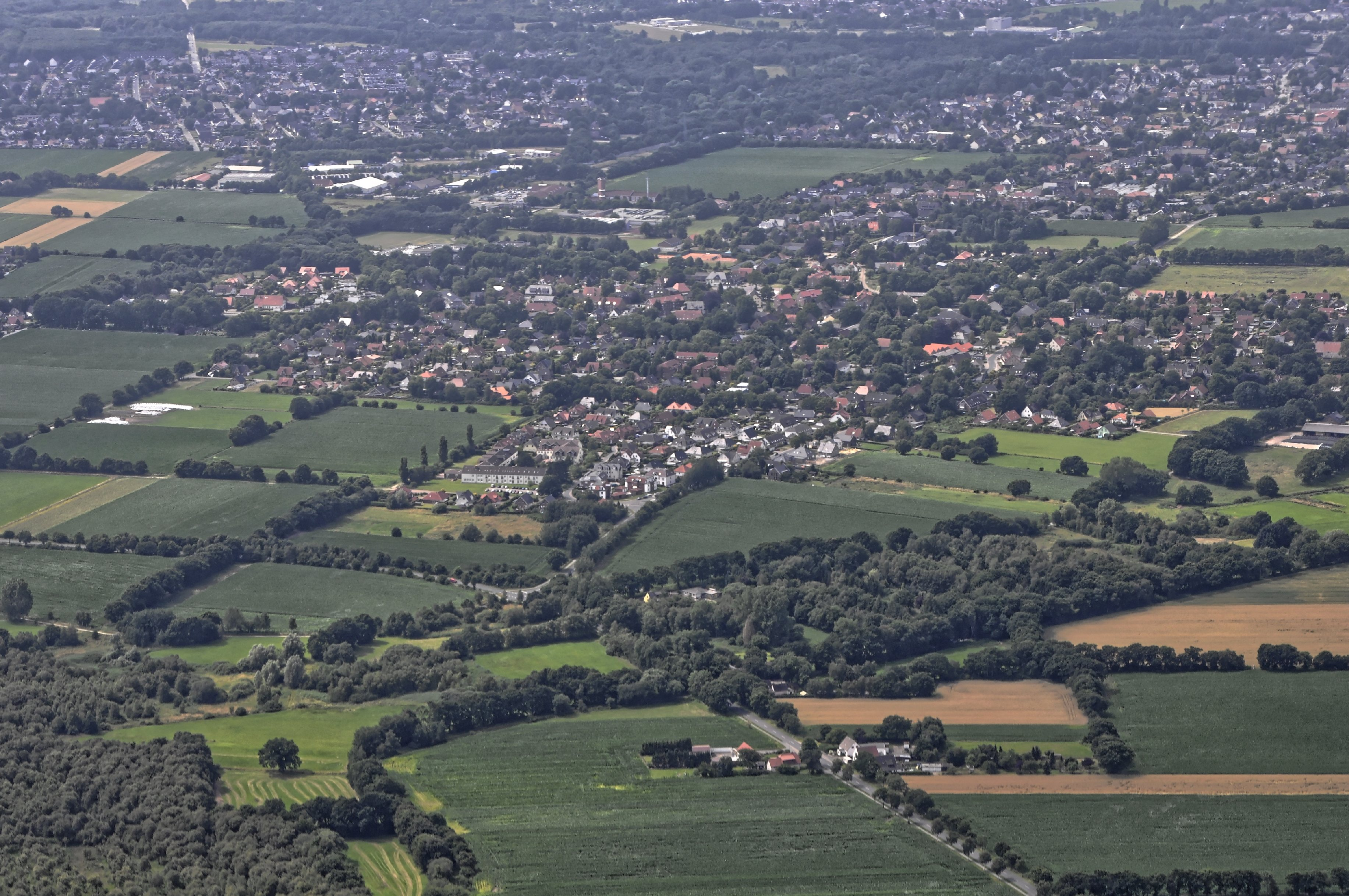
Schiffdorf

Schiffdorf (niederdeutsch Schippdörp) ist eine Einheitsgemeinde im niedersächsischen Landkreis Cuxhaven.

## Geografie

### Gliederung
| Ortschaft                                  | km² (August 2017) | Einwohner (30. Juni 2020) |
| ------------------------------------------ | ----------------- | ------------------------- |
| 1. Bramel                                  | 15,50             | 0711                      |
| 2. Geestenseth                             | 12,03             | 0960                      |
| 3. Laven                                   | 04,20             | 0118                      |
| 4. Schiffdorf (mit dem Ortsteil Apeler)    | 13,00             | 3573                      |
| 5. Sellstedt                               | 22,10             | 1948                      |
| 6. Spaden                                  | 11,06             | 4627                      |
| 7. Wehdel 00(mit dem Ortsteil Altluneberg) | 24,19 0(6,59)     | 2171 (ca. 250)00          |
| 8. Wehden                                  | 11,80             | 0588                      |

(Flächenquelle: Gemeinde Schiffdorf, Einwohnerquelle:)

### Nachbargemeinden
|                           | Stadt Geestland                             | Stadt Geestland             |
| Stadt Bremerhaven         | Kompassrose, die auf Nachbargemeinden zeigt |                             |
| Einheitsgemeinde Loxstedt |                                             | Einheitsgemeinde Beverstedt |

(Quelle:)

## Geschichte
Die Neubildung der Kommune von 1974 führte im größeren Spaden zu heftigen Protesten, insbesondere wegen der mangelnden Direktverbindung und der trennenden Geeste. Von 1971 bis 1974 waren bereits Bramel, Schiffdorf und Sellstedt als selbständige Mitgliedsgemeinden der Samtgemeinde Geesteort enger miteinander verbunden. Ursprünglich war geplant, dass Wehdel und Geestenseth nicht zur Einheitsgemeinde Schiffdorf gehören sollten. Stattdessen war eine gemeinsame Samtgemeinde mit Köhlen (heute eine Ortschaft der Stadt Geestland), Frelsdorf und Wollingst (heute beides Ortschaften der Gemeinde Beverstedt) geplant, die aber wegen des mangelnden örtlichen Interesses nicht gebildet wurde. Altluneberg war dagegen bereits 1967 nach Wehdel eingemeindet worden. Zu Schiffdorf gehörte früher auch Schiffdorferdamm. Aufgrund der städtischen Verdichtung in Schiffdorferdamm sollte die damalige Gemeinde Schiffdorf 1927 komplett nach Wesermünde eingemeindet werden. Die Ortschaft Schiffdorf durfte jedoch selbständig bleiben, da das Dorf noch als ländlich eingestuft wurde.

### Eingemeindungen
1929 wurde die kleine Bauerschaft Apeler eingemeindet und wurde somit ein Ortsteil der Gemeinde Schiffdorf.
Im Zuge der Gebietsreform in Niedersachsen, die am 1. März 1974 stattfand, wurden die ehemals selbständigen Gemeinden Bramel, Geestenseth, Laven, Schiffdorf (mit Apeler), Sellstedt, Spaden, Wehdel (mit Altluneberg) und Wehden zur Einheitsgemeinde Schiffdorf zusammengeschlossen.

### Einwohnerentwicklung
Gemeinde Schiffdorf bis 1973 / Kernort Schiffdorf
| Jahr | Einwohner | Quelle       |
| ---- | --------- | ------------ |
| 1910 | 01685 1   | [ 8 ]        |
| 1925 | 01862 2   | [ 9 ]        |
| 1933 | 0947      | [ 9 ]        |
| 1939 | 1040      | [ 9 ]        |
| 1950 | 1624      | [ 10 ]       |
| 1956 | 1480      | [ 10 ]       |
| 1961 | 01304 3   | [ 7 ] [ 11 ] |

| Jahr | Einwohner | Quelle       |
| ---- | --------- | ------------ |
| 1970 | 01293 4   | [ 7 ] [ 11 ] |
| 1973 | 1328      | [ 12 ]       |
| 2007 | 3167      | [ 13 ]       |
| 2014 | 3307      | [ 14 ]       |
| 2017 | 3397      | [ 15 ]       |
| 2020 | 3573      | [ 2 ]        |
| 0    | 0         | 0            |

1 das 1929 eingemeindete Apeler (= 49 Einwohner) mit einberechnet

2 das 1929 eingemeindete Apeler (= ohne Einwohnerangabe) mit einberechnet

3 Volkszählungsergebnis vom 6. Juni

4 Volkszählungsergebnis vom 27. Mai
|  |

Einwohnerzahl der Einheitsgemeinde Schiffdorf ab 1975
| Jahr | Einwohner | Quelle |
| ---- | --------- | ------ |
| 1975 | 10.146 ¹  | [ 16 ] |
| 1980 | 10.457 ¹  | [ 17 ] |
| 1985 | 10.783 ¹  | [ 17 ] |
| 1990 | 11.422 ¹  | [ 17 ] |
| 1995 | 12.597 ¹  | [ 17 ] |

| Jahr | Einwohner | Quelle |
| ---- | --------- | ------ |
| 2000 | 13.829 ¹  | [ 17 ] |
| 2005 | 14.121 ¹  | [ 17 ] |
| 2010 | 14.008 ¹  | [ 17 ] |
| 2015 | 14.095 ¹  | [ 17 ] |
| 2020 | 14.474 ¹  | [ 17 ] |

¹ jeweils zum 31. Dezember
|  |

## Politik

### Gemeinderat
Der Rat der Gemeinde Schiffdorf besteht aus 30 Ratsmitgliedern. Dies ist die festgelegte Anzahl für eine Gemeinde mit einer Einwohnerzahl zwischen 12.001 und 15.000 Einwohnern. Die Ratsmitglieder werden durch eine Kommunalwahl für jeweils fünf Jahre gewählt. Die aktuelle Amtszeit begann am 1. November 2021 und endet am 31. Oktober 2026.
Stimm- und sitzberechtigt im Rat der Gemeinde ist außerdem der hauptamtliche Bürgermeister.
Die letzte Kommunalwahl am 12. September 2021 führte zu folgender Sitzverteilung:
| CDU:                              | 11 Sitze |
| SPD:                              | 8 Sitze  |
| Gruppe Freie Bürger:              | 5 Sitze  |
| Grüne:                            | 4 Sitze  |
| Einzelratsmitglied/Fraktionslose: | 3 Sitze  |

### Bürgermeister von Schiffdorf
Hauptamtlicher Bürgermeister ist Henrik Wärner (CDU).

### Ortsrat vom Kernort Schiffdorf
Der Ortsrat von Schiffdorf setzt sich aus sechs Ratsmitgliedern zusammen. Im Ortsrat befinden sich zusätzlich vier beratende Mitglieder (CDU, Grüne, Einzelratsmitglied, fraktionslos).
| CDU:   | 3 Sitze |
| SPD:   | 2 Sitze |
| Grüne: | 2 Sitze |

(Stand: Kommunalwahl am 12. September 2021)

### Ortsbürgermeister vom Kernort Schiffdorf
Der Ortsbürgermeister von Schiffdorf ist Reiner Lagies (CDU). Seine Stellvertreter sind Christian Grüter (SPD) und Hans-Heinrich Hellmold (Grüne).

### Wappen

#### Gemeindewappen
Der Entwurf des Kommunalwappens der Gemeinde Schiffdorf stammt von dem Heraldiker und Wappenmaler Albert de Badrihaye, der zahlreiche Wappen im Landkreis Cuxhaven erschaffen hat.
| Wappen von Schiffdorf | Blasonierung: „In Blau auf silbernen Wellen eine goldene Kogge mit silbernen Segeln, links begleitet von einer goldenen Ähre.“ |
| Wappen von Schiffdorf | Wappenbegründung: Die Kogge weist auf den Ortsnamen hin, die Wellen symbolisieren die Geeste, die die gesamte Gemeinde durchzieht. Die Ähre ist Sinnbild der für die Gemeinde wichtigen Landwirtschaft, die neun Körner der Ähre weisen auf die neun Ortschaften der Gemeinde Schiffdorf hin. |

#### Wappen der Ortschaften und des Ortsteils Altluneberg

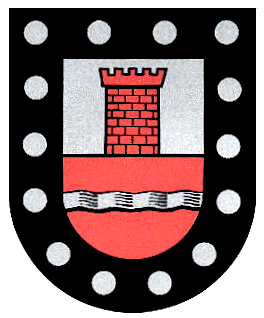
Altluneberg (Details)
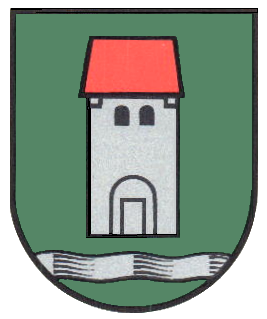
Bramel (Details)
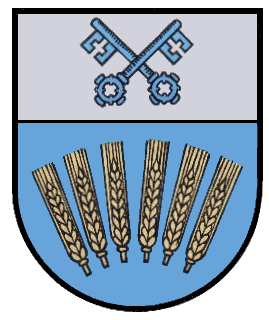
Geestenseth (Details)
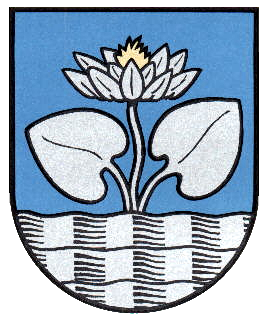
Laven (Details)
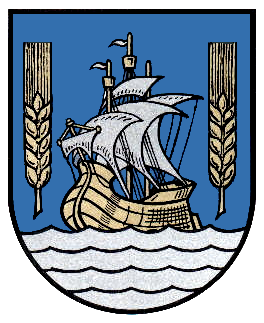
Schiffdorf Ortschaft (Details)
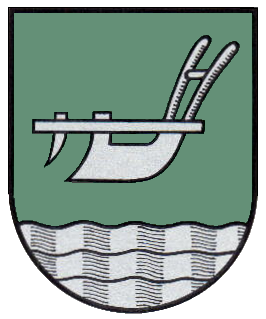
Sellstedt (Details)
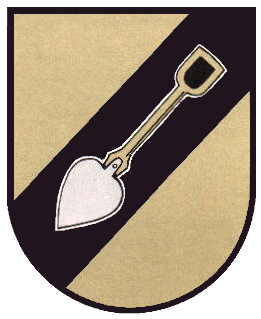
Spaden (Details)
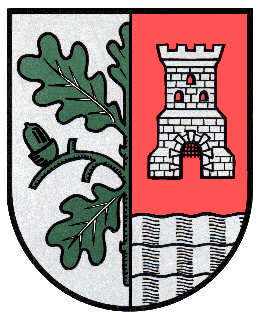
Wehdel (Details)
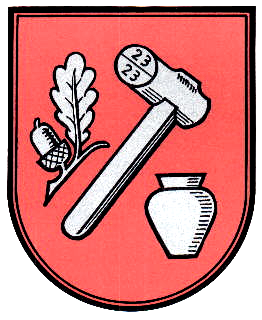
Wehden (Details)

## Kultur und Sehenswürdigkeiten

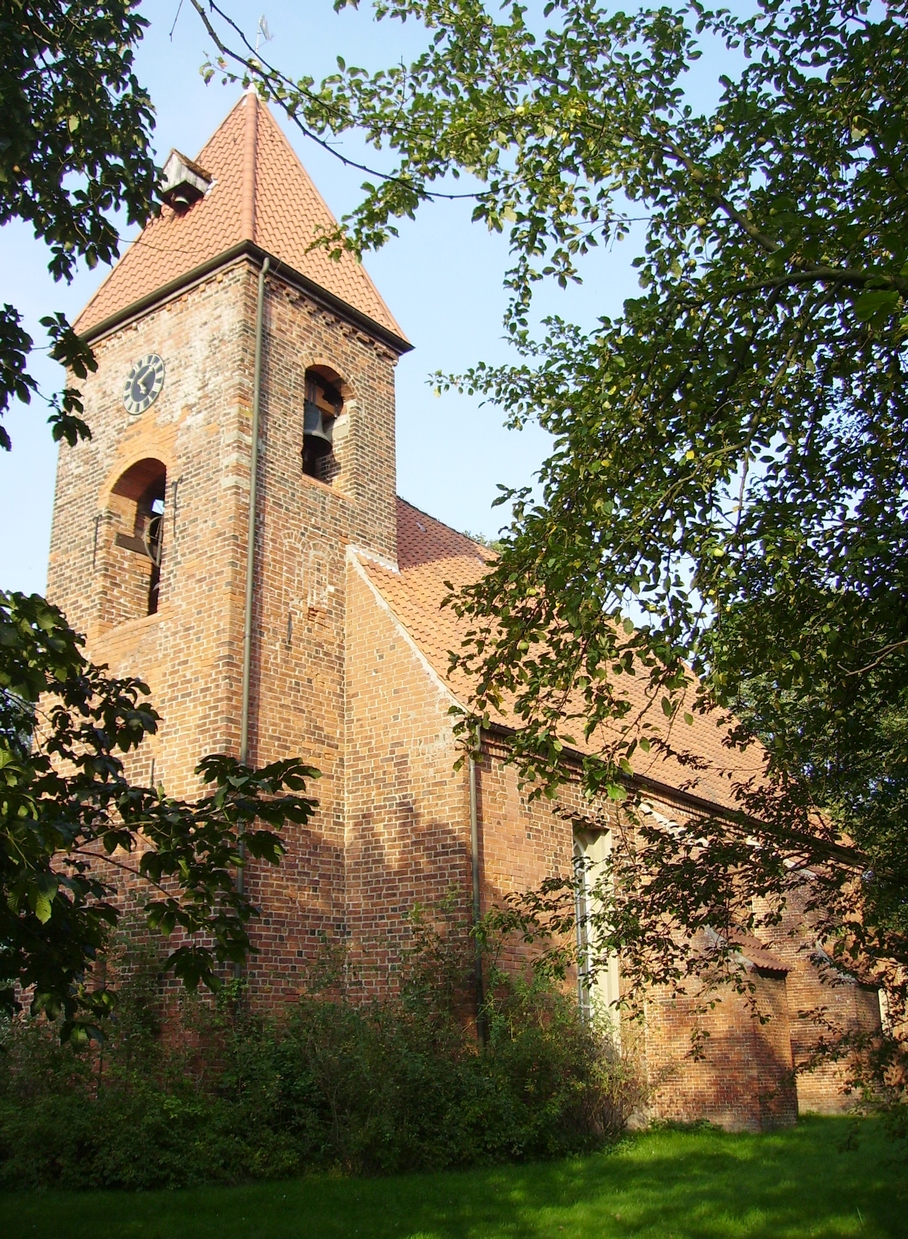
Martinskirche Schiffdorf

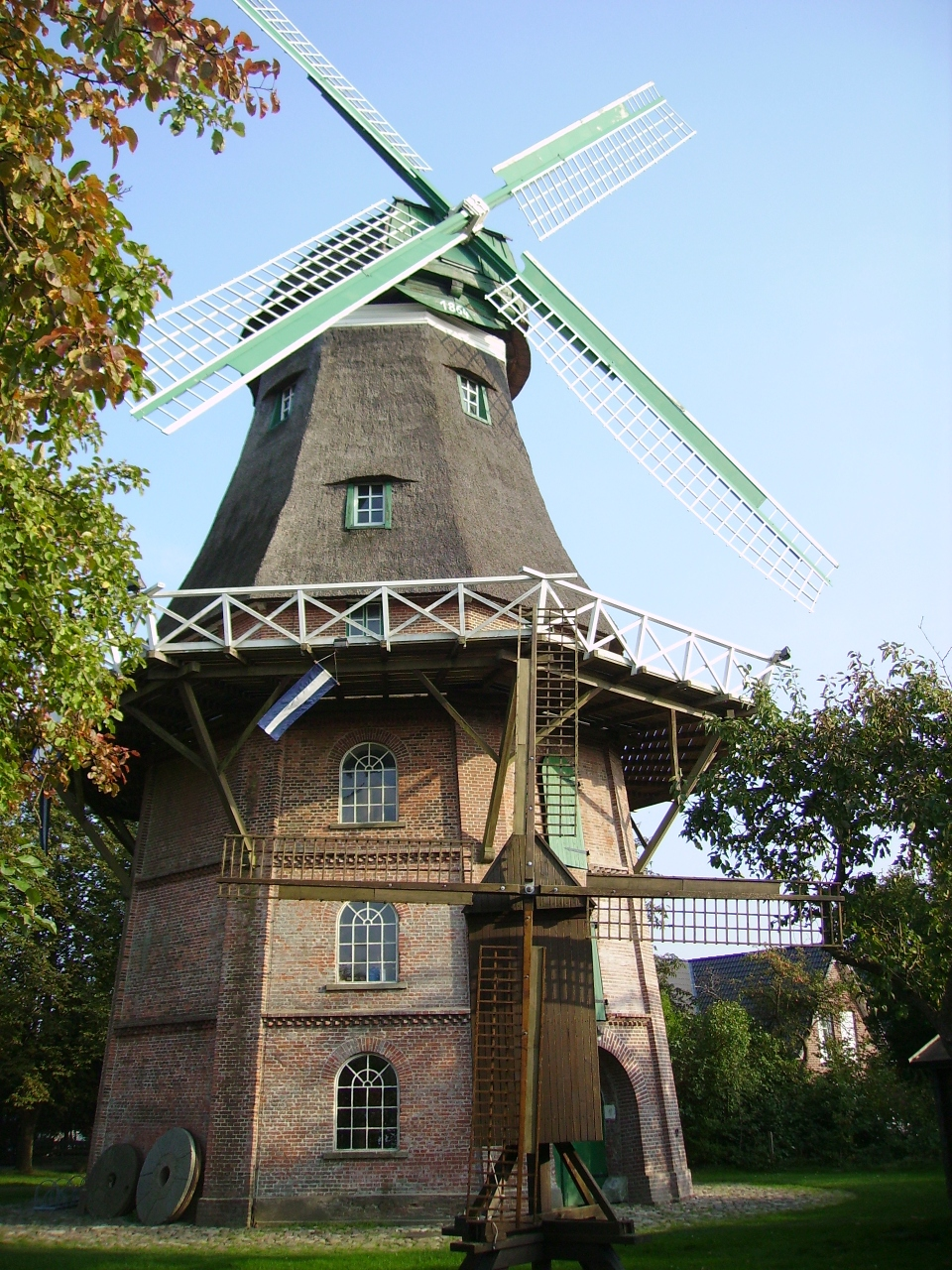
Schiffdorfer Windmühle

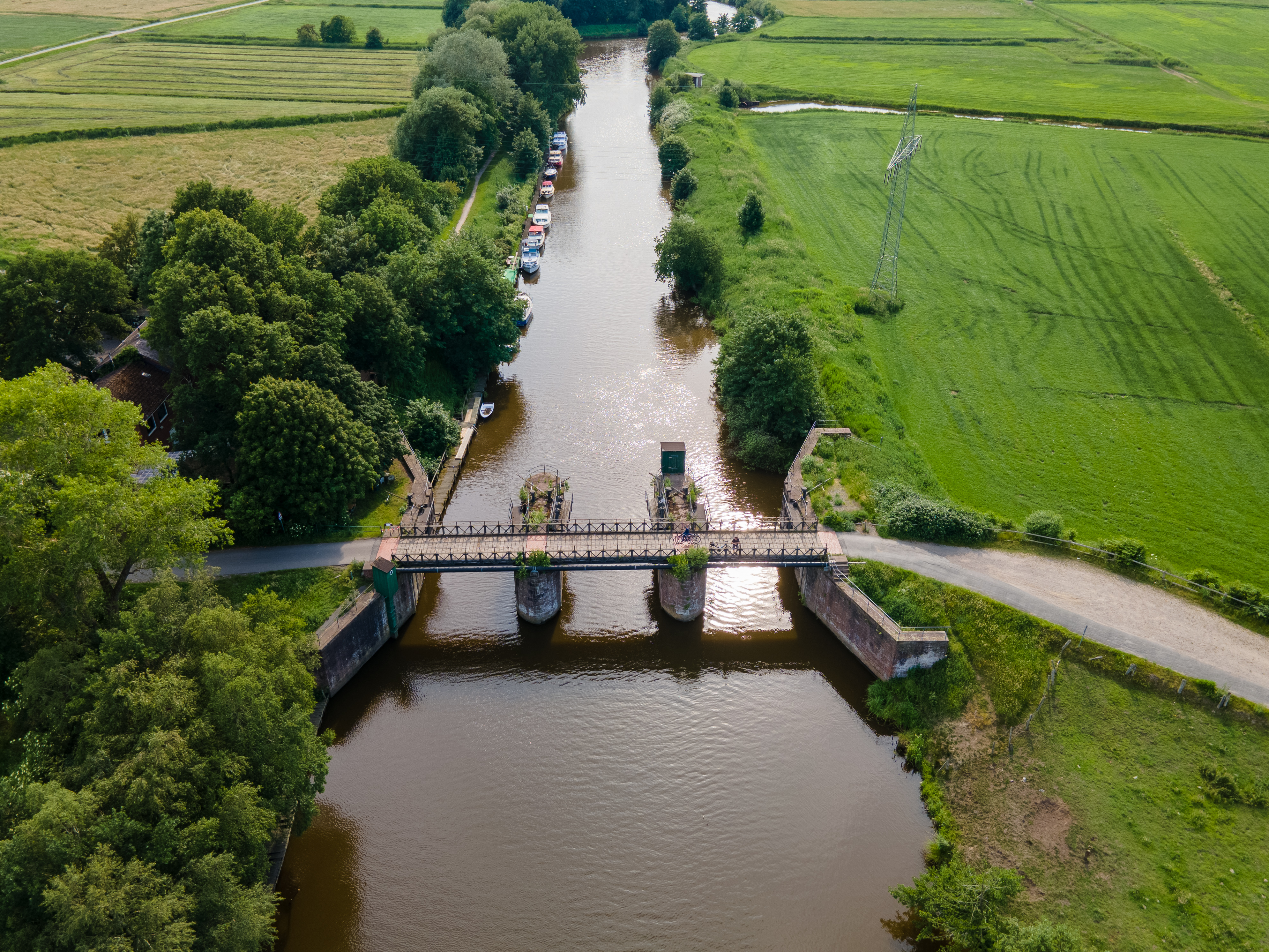
Schiffdorfer Stauschleuse (2020)

### Bauwerke
- Fernmeldeturm Schiffdorf
- Martinskirche
- Schiffdorfer Windmühle von 1864
- Bismarckturm (1911–1966)
- Schiffdorfer Stauschleuse von 1892 an der Geeste

### Vereine
- 1. FC Schiffdorf
- Chorgemeinschaft Schiffdorf
- DRK – Ortsverein Schiffdorf/Bramel
- Förderverein der Grundschule Schiffdorf
- Förderverein der Max-Eyth-Schule Schiffdorf
- Förderverein der Oberschule Schiffdorf
- Förderverein Schiffdorfer Stauschleuse
- German Inflatable Powerboat Association (G.I.P.A.)
- Heimatverein Freundeskreis Schiffdorf
- Jagdgenossenschaft Schiffdorf
- Mühlenverein Schiffdorf
- RetroCarsNord
- Senioren Union Schiffdorf
- Sozialverband Deutschland – Ortsgruppe Schiffdorf, Bramel und Spaden
- Teilungs- und Verkopplungsinteressenten
- TV Schiffdorf

## Wirtschaft und Infrastruktur

### Bundeswehr

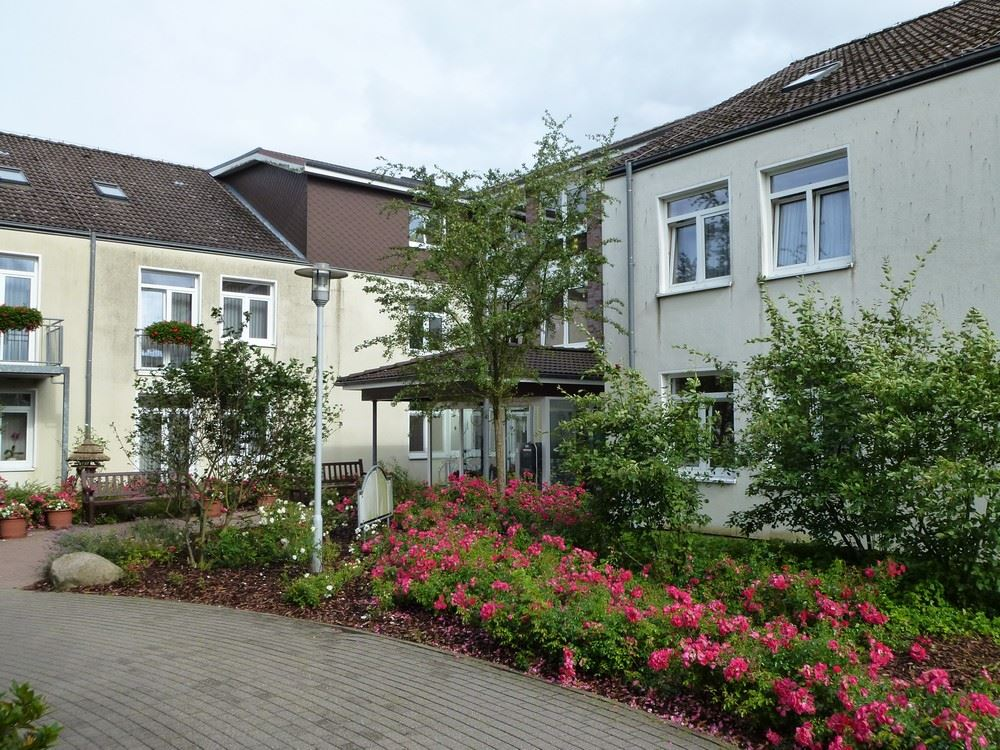
SeniorenZentrum Osterfeld GmbH, früher 4./FlaRakGrp 36

Von 1971 bis 1994 war Schiffdorf Garnison der Luftwaffe. Die 4. Batterie der Flugabwehrraketengruppe 36 lag in einer neu erbauten Kaserne im Nordosten der Gemeinde. Die teilweise umgebauten Gebäude in der Heinrich-Mahler-Straße werden heute als privates Seniorenzentrum genutzt.

### Verkehr
Die Gemeinde liegt direkt an der Bundesautobahn 27 östlich und nordöstlich von Bremerhaven. Ferner besteht ein Bahnanschluss mit Haltestellen in Sellstedt, Wehdel und Geestenseth an der von den Eisenbahnen und Verkehrsbetriebe Elbe-Weser betriebenen Bahnstrecke Bremerhaven–Buxtehude.
Von 1947 bis 1958 setzte die Verkehrsgesellschaft Bremerhaven AG (VGB) ihre Oberleitungsomnibusse vom Bremerhavener Hauptbahnhof nach Schiffdorf ein. Als Obus-Halle diente ein Depot am Schiffdorferdamm. Die Linien-Kennzeichnung erfolgte mit römischen Ziffern, nach Schiffdorf als Linie I bzw. zur Stadtverwaltung als Linie II. Vor der Trolleybuszeit verkehrte eine Autobuslinie bereits ab Mitte der 1920er-Jahre.
Es verkehrt die Buslinie 507 über Bremerhaven nach Spaden nach einem Taktfahrplan. Das Angebot wird durch Anruf-Linientaxi (ALT) und Anruf-Sammeltaxi (AST) an allen Tagen der Woche (auch Schulferien) ergänzt.

## Persönlichkeiten

### Söhne und Töchter der Gemeinde
- August Johann Michael Encke (1749–1795), evangelisch-lutherischer Geistlicher und Archidiakon an der Hauptkirche Sankt Jacobi in Hamburg, geboren im eingemeindeten Altluneberg
- Ludwig Hinrich Wilken Bremer (1894–1960), er hat von 1930 bis 1950 die Chronik von Schiffdorf verfasst[24]
- Hermann Grauerholz (1897–1991), Musikpädagoge und Turner
- Heinrich Schröder (1909–1989), Landwirt und Politiker (DP, CDU), geboren im eingemeindeten Sellstedt
- Käthe Hoffrage (1920–1989), Politikerin (SPD) und Mitglied der Bremischen Bürgerschaft
- Udo von Soosten (1923–1986), Politiker (CDU) und Mitglied des Niedersächsischen Landtages, geboren im eingemeindeten Wehdel
- Karl Leifermann (1926–1995), Lehrer und plattdeutscher Musiker
- Werner Freitag (* 1946), Schwimmer, mehrfacher Deutscher Meister und Olympiateilnehmer 1964 und 1968, von 1998 bis 2018 Präsident des Hessischen Schwimmverbandes, geboren im eingemeindeten Spaden
- Karl Hemeyer (* 1950), Autor und Schauspieler, im englischsprachigen Raum auch bekannt als Christopher Karl Hemeyer, geboren im eingemeindeten Altluneberg
- Astrid Vockert (* 1956), Politikerin (CDU) und Mitglied des Niedersächsischen Landtags, seit 1986 Mitglied des Gemeinderates von Schiffdorf, geboren im eingemeindeten Sellstedt

### Personen, die mit der Gemeinde in Verbindung stehen
- Johann Jakob Hoops (1840–1916), Lehrer und Pädagoge, war 1855 Gehilfslehrer in Laven
- Friedrich Husmann (1877–1950), Lehrer und Heimatdichter, wurde 1897 Lehrer in Laven
- Karl Müller (1896–1966), Landwirt und Politiker (DP), kaufte ein Gut in Wehdel, das er als selbständiger Landwirt bewirtschaftete
- Herbert Brust (1900–1968), Komponist, der durch das Ostpreußenlied Land der dunklen Wälder bekannt geworden ist, wurde nach Kriegsende Organist und Musiklehrer in Schiffdorf, ist dort auch bestattet worden
- Heinrich Hoffmann (1910–1998), Marineoffizier, wurde im Zweiten Weltkrieg mit dem Eichenlaub zum Ritterkreuz des Eisernen Kreuzes ausgezeichnet, zuletzt Kapitän zur See der Bundesmarine, starb in Wehden
- Gustav Kuhr (1914–2000), Bootsbauer, Werfterrichter in Wesermünde/Bremerhaven (Nachkriegszeit), baute die ersten geschlossenen und unsinkbaren Rettungsboote, fand in einer Spadener Gaststätte eine neue Produktionsstätte
- Jo Filke (1921–2001), Architekt, starb in Schiffdorf
- Harro Heinz Theodor Fromme (1921–2008), Opernsänger (Bassbariton), Filmdirektor und Maler, lebte bis zu seinem Tod in Spaden
- Gerhard Olbrich (1927–2010), Pädagoge, Maler und Bildhauer, schuf die Plastik „Knospe“ in Schiffdorf vor der Berufsbildenden Schule (1982)
- Dirk Behrens (* 1954), zeitgenössischer Maler und Grafiker, verbrachte seine Kindheit in Spaden
- Bartelt Immer (* 1956), Orgelbaumeister aus Ostfriesland, er restaurierte 2018 die Orgel der Dreikönigskirche in Bramel
- Henrik Wärner (* 1992), Agrarwissenschafter, Politiker (CDU, fraktionslos), von 2017 bis 2019 Bundesvorsitzender vom Ring Christlich-Demokratischer Studenten (RCDS), wuchs in Bramel auf[25]
- Fynn Voigt (* 1999), Politiker (FDP), seit der Bürgerschaftswahl in Bremen 2023 Abgeordneter der Bremischen Bürgerschaft

## Sagen und Legenden
| - Das Friesengrab - Wie der große Bogen der Geeste entstanden ist - Der Werwolf - Die genarrten Schatzsucher - Die Zwerge im Löhberg - Maria von Bramel - Die dummen Brameler - Die Brameler bauen eine Kirche - Die Glockenkuhle in Bramel - Die Brameler wollen ihre Kirchenglocke retten - Vom reichen Bramel - Die Brameler graben einen Brunnen | - Wie die Brameler einen Soot ausmaßen - Das kluge Mädchen - Der Steinberg bei Bramel - Ein seltsames Erlebnis - Das Irrlicht im Moor - Das Sündermal oder die Sünderkuhle bei Bramel - Der Hirskejäger - Die Sense hat genug gemäht - Die Letzten von der Lieth - Unrecht Gut gedeihet nicht - Wie der Silbersee entstanden ist |

(Quelle unter:)